# 1. Stoßarmee
Die 1. Stoßarmee (russisch 1-я ударная армия) war im Zweiten Weltkrieg Teil der Roten Armee und zumeist an der nördlichen Ostfront eingesetzt. Die Armee war während des Krieges nacheinander der West-, der Nordwest-, der 2. und 3. Baltischen Front, der Wolchow- und zuletzt der Leningrader Front unterstellt.

## Geschichte
Die Armee wurde im November 1941 durch Umbildung der 19. Armee aufgestellt. Im Rahmen der Westfront nahm die Armee ab 29. November mit folgenden Formationen an der Schlacht vor Moskau teil:
- 133. Schützendivision
- 29., 44., 47., 50., 55., 56., 71. und 84. Schützenbrigade
- 17. Kavalleriedivision
- 1., 3., 4., 5., 6., 7., 8., 16., 18., 19. und 20. Skibataillon

Bei der Gegenoffensive operierten die Truppen im Raum Dmitrow, Jachroma und Krasnaja Poljana. Am 21. Januar 1942 wurde die Armee in die Reserve der Stawka zurückgezogen, nahm danach an der Kesselschlacht von Demjansk und im Frühjahr 1943 an der Operation Polarstern teil.
Ab 20. November 1943 wurde die Armee Teil der 2. Baltischen Front und ab 2. Februar 1944 Teil der Wolchow-Front (2. Formation). Ab 16. Februar 1944 nahm die 1. Stoßarmee im Rahmen der Leningrad-Nowgoroder Operation an der Staraja Russa-Noworschewer Operation teil und befreite zwei Tage darauf Staraja Russa.
Armeegliederung im Januar/Februar 1944
- 12. Garde-Schützenkorps, Generalmajor Nikanor Dmitrijewitsch Sachwatajew (7. Garde- und 2. Schützen-Division)
- 14. Garde-Schützenkorps, Generalmajor Pawel Afinogenowitsch Stepanenko (23. und 53. Garde-Schützen-Division, 182. Schützendivision, Oberst Wassili Mitrofanowitsch Schatilow)

Am 7. Juli 1944 wurde die Armee unter der Führung von Generalleutnant N. D. Sachwatajew der 3. Baltischen Front zugeteilt und beteiligte sich an der Pskow-Ostrower, der Tartuer und der Baltischen Operation. Einheiten der Armee befreiten am 13. August Antsla und am 24. September Valmiera. Die 1. Stoßarmee durchbrach die Verteidigung des deutschen XXXVIII. Armeekorps und stieß bis zum Abend des 17. September fast 50 Kilometer tief vor. Dem 12. Garde-Schützenkorps gelang am 19. September die Eroberung von Valga (Walk).
Zusammen mit den Truppen der 67., 61. und 10. Garde-Armee gelang am 15. Oktober 1944 die Rückeroberung von Riga, der Hauptstadt der Lettischen SSR.
Ab 16. Oktober 1944 beteiligt sie sich im Rahmen der 2. Baltischen Front an der Blockierung der deutschen Heeresgruppe Kurland. Am 1. April 1945 wurde die Armee im Raum südöstlich von Tukkum Teil der Kurländischen Armeegruppe der Leningrader Front und wurde im September 1945 aufgelöst.
Armeegliederung im Mai 1945
- 112. Schützenkorps, Generalmajor Kornei Grigorjewitsch Rebrikow (123. und 377. Schützendivision)
- 119. Schützenkorps, Generalmajor Nikolai Nikolajewitsch Nikitin (44., 360. und 374. Schützendivision)
- 123. Schützenkorps, Generalmajor Filipp Jakowlewitsch Solowjow (21. Garde-, 37., 376. und 155 Schützendivision)
- 14. Schützenkorps, Generalmajor Judel Leontjewitsch Gorodinski (158. und 378. Schützendivision)

## Führung
Oberbefehlshaber
- Generalleutnant Wassili Iwanowitsch Kusnezow (November 1941–Mai 1942),
- Generalleutnant Wladimir Sacharowitsch Romanowski (Mai–November 1942),
- Generalleutnant Wassili Iwanowitsch Morosow (November 1942–Februar 1943),
- Generalmajor Gennadi Petrowitsch Korotkow (Februar 1943–April 1944; im Oktober 1943 zum Generalleutnant befördert),
- Generaloberst Nikandr Jewlampijewitsch Tschibissow (April–Mai 1944),
- Generalleutnant Nikanor Dmitrijewitsch Sachwatajew (Mai 1944–Januar 1945),
- Generalleutnant Wladimir Nikolajewitsch Rasuwajew (Februar–Mai 1945).

Generalstabschefs
- Generalmajor N. D. Sachwatatajew (November 1941 – Mai 1942);
- Oberst I. Ja. Fursin (Mai – September 1942);
- Oberst G. S. Lukjanschenko (September – Dezember 1942);
- Generalmajor W. W. Korchits (Dezember 1942 – April 1944);
- Generalleutnant L. F. Minjuk (April – Oktober 1944);
- Generalmajor V. N. Nichuschkin (Oktober – Dezember 1944);
- Generalmajor A. K. Kondratjew (von Dezember 1944 bis Kriegsende).